# Butzenwiesen-Klebwald-Kühhalde-Letten
Das Gebiet Butzenwiesen-Klebwald-Kühhalde-Letten ist ein 293,3 ha großes Landschaftsschutzgebiet im Gebiet der Städte Ostfildern und Esslingen am Neckar in Baden-Württemberg. Es wurde mit Verordnung vom 21. November 1994 ausgewiesen. (LSG-Nummer 320238).

## Lage
Das 293,3 Hektar große Schutzgebiet gehört naturräumlich zur Filderebene und zur Stuttgarter Bucht.
Das Gebiet ist unterteilt in die vier namensgebenden Gebiete: 
Die Butzenwiesen liegen im Stadtteil Ruit in Ostfildern. Ebenso der Klebwald, welcher zudem noch den Esslinger Stadtteil Weil umfasst.
Im Norden Ostfilderns, im Stadtteil Parksiedlung befindet sich das Gebiet Kühhalde. Dieses liegt am Hang mit Blick auf das Neckartal und schließt den Bannwald Weilerhalde, der Stadt Esslingen am Neckar mit ein. Am Ortseingang der Parksiedlung wurde 2015 entlang der Kühhalde der Panoramaweg gebaut, dieser verläuft bis nach Ruit und führt in den Klebwald.
Östlich von der Parksiedlung liegt das Gebiet Letten, das an den Ostfilderner Stadtteil Nellingen grenzt. Hier befinden sich zahlreiche Streuobstwiesen und Ackerflächen.

## Schutzzweck
Wesentlicher Schutzzweck des Landschaftsschutzgebietes ist:
1. die Erhaltung der Vielfalt, Eigenart und Schönheit noch vorhandener Wiesen und Obstbaumbestände sowie des bewaldeten Neckartalhangs;
2. die Sicherung landschaftsprägender Einzelbäume und Baumgruppe sowie die naturnahen Laubwälder mit zahlreichen Klingen. Diese sind ein wichtiges Rückzugsgebiet für Flora und Fauna;
3. die Erhaltung der Naherholungsräume für die Allgemeinheit im Ballungsraum und der Schutz vor weiteren Beeinträchtigungen durch Kleinbauten und Einfriedigungen